# Hydroeciodes impica
Hydroeciodes impica là một loài bướm đêm trong họ Noctuidae.